# Heteroturris gemmuloides
Heteroturris gemmuloides é uma espécie de gastrópode do gênero Heteroturris, pertencente a família Borsoniidae.